# Takashi Tsukamoto
Takashi Tsukamoto (塚本高史, Tsukamoto Takashi), né le 27 octobre 1982 à Hachiōji (préfecture de Tōkyō), au Japon, est un acteur, chanteur et mannequin japonais.

## Biographie
Takashi Tsukamoto est surtout connu pour son interprétation du rôle de Shinji Mimura dans Battle Royale. En 2006, il figura également avec Yui au générique de Taiyō no Uta (Midnight Sun). Il est marié depuis le 9 mai 2007 et a une fille née le 15 septembre 2007.

## Filmographie

### Au cinéma
- 2000 : Battle Royale (Batoru rowaiaru) : Shinji Mimura - otoko 19-ban
- 2001 : Aoi haru : Freshman in Baseball Club
- 2001 : Princess Blade (Shura Yukihime) : l'ami de Takashi
- 2003 : Rokkazu : Ko-chan
- 2003 : Robokon : Kazuyoshi Takeuchi
- 2003 : Guuzen nimo saiaku na shounen : Couple
- 2003 : Kisarazu Cat's Eye: Nihon Series : Ani, Sasaki
- 2003 : Kaminari hashiru natsu : Rai
- 2004 : Koibumi-biyori : (segment "Ikarusu no koibito-tachi")
- 2005 : About Love : Shuhei (segment "Shanghai")
- 2005 : Rozen Maiden (Shinku) : Takumi Watanabe
- 2006 : Taiyō no uta : Koji Fujishiro
- 2006 : Nada Sōsō (en)
- 2006 : Kisarazu Cat's Eye: World Series : Ani
- 2007 : Yoru no Shanghai : Ryuichi Kawaguchi
- 2007 : Sono toki wa kare ni yoroshiku : Yuji Igarashi
- 2007 : Sumairu seiya no kiseki
- 2008 : Kagehinata ni saku : Yusuke
- 2008 : Ikigami : Hidekazu Morio
- 2008 : Iesutadeizu : Satoshi Yanagida
- 2008 : Yasashii senritsu
- 2009 : Tsurikichi Sanpei : Gyoshin Ayukawa
- 2009 : Nakumonka
- 2009 : Tsuribaka nisshi 20
- 2010 : Outrage (Autoreiji) : Iizuka
- 2010 : Neko takushî
- 2010 : Gekijouban Poketto monsutâ: Daiamondo & Pâru - Gen'ei no hasha Zoroâku : Karuto
- 2010 : Koisuru naporitan: Sekai de ichiban oishii aisarekata : Takeshi
- 2010 : Ren'ai gikyoku: Watashi to koi ni ochitekudasai : Kouichiro Yanagihara
- 2011 : Railways: Ai o tsutaerare nai otona-tachi e
- 2012 : Gekijouban Tenpesuto 3D
- 2013 : HK: Forbidden Super Hero (HK: Hentai Kamen)
- 2015 : Gâruzu suteppu : Keny Nagao
- 2015 : Sugihara Chiune : Minamikawa

### À la télévision
- 2006 : Kekkon dekinai otoko (結婚できない男?) : Eiji Murakami (assistant de Shinsuke) (drama)
- 2010 : Magerarenai Onna  (曲げられない女) : Masato Sakamoto (drama)

## Émissions de télévision
- LIFE! jinsei ni sasageru conte